# Francie na Eurovision Song Contest
Francie se zúčastnila 67 ročníků soutěže Eurovision Song Contest, poprvé v roce 1956, byla tak jedním ze sedmi států, které se účastnily prvního ročníku. Země patří do skupiny států, které nejvíce přispívají do Evropské vysílací unie (EVU). Proto je členem Velké pětky a postupuje tak automaticky do finále. Od vstupu do soutěže země vynechala dva ročníky, a to v letech 1974 a 1982.
Francie soutěž vyhrála pětkrát. Poprvé v roce 1958 s písní „Dors, mon amour“ zpěváka Andrého Claveaua. Na prvním místě se země umístila dále v letech 1960 s písní „Tom Pillibi“ od zpěvačky Jacqueline Boyer, 1962 se skladbou „Un Premier Amour“ od Isabelle Aubret, posledního úspěchu 60. let země dosáhla v roce 1969 se skladbou „Un jour, un enfant“ od zpěvačky Fridy Boccary, kdy se o vítězství dělila s Nizozemskem, Spojeným královstvím a Španělskem. Páté vítězství se dostavilo roku 1977, když zvítězila s písní „L’oiseau et l’enfant“ zpěvačka Marie Myriam. Na druhém místě se pak Francie umístila pětkrát, a to v letech 1957, 1976, 1990, 1991 a 2021.
Mezi 5 nejlepších států se Francie během 20. století dostala celkem čtyřiadvacetkrát, úspěchy se však s příchodem 21. století začaly vytrácet. Do pětice zemí s nejvyšším skóre se Francie probojovala pouze čtyřikrát, v roce 2014 dokonce skončila na posledním místě.

## Organizace
Soutěž Eurovision Song Contest ve Francii během let představilo hned několik vysílatelů. Mezi ně patří RTF (1956–1964), ORTF (1965–1971) a TF1 (1975–1981). Od roku 1983 byl za organizaci zodpovědná síť televizních stanic France Télévisions, přičemž finále vysílaly dílčí televize France 2 (1983–1998) a France 3 (1999–2014), semifinále potom France 4 (2005–2010, 2016) a France Ô (2011–2015). Semifinále ročníku 2004 vysíláno nebylo, nicméně diváci, kteří se nacházeli v blízkosti Monaka měli možnosti ho mohli sledovat prostřednictvím tamní televize TMC Monte-Carlo. Rádiové vysílání bylo zprostředkováno stanicí France Inter, a to v letech 1971 až 1998, od roku 2001 následně rádio France Bleu.
Francie často měnila způsob národního výběru reprezentantů, tedy jak národní kola, tak i interní výběry, někdy také kombinace těchto dvou.

## Historie účasti
Jedná se o jednoho z nejúspěšnějších účastníků soutěže, který zvítězil celkem pětkrát, čtyřikrát se umístil na stříbrné příčce, na 3. místě skončil sedmkrát. Mezi lety 1960 a 1993 Francie držela prvenství v počtu vítězství, buď sama či v remíze. Blízko vítězství se stát ocitl i v roce 1991 se skladbou „Le Dernier qui a parlé...“ od zpěvačky Aminy, kdy se společně se Švédskem dělila o první místo, díky tehdejším pravidlům ale vyhrálo právě Švédsko. Předchozí rok pak Francie skončila na děleném druhém místě společně s Irskem.
V posledních letech ovšem byly výsledky víceméně neuspokojivé. Od roku 1998, kdy bylo zavedeno taktéž divácké hlasování, se Francie téměř vždy umístila v nejhorší finálové desítce. Se dvěma body v roce 2014 se Francie poprvé umístila na posledním místě.
Mezi lepší výsledky Eurovize 21. století patří reprezentantka kanadského původu Natasaha St-Pier s písní „Je n’ai que mon âme“ z roku 2001, která po vlně nadšení ze strany fanoušků a kladných šancích na vítězství ze strany bookmakerů nakonec skončila čtvrtá. Dobrého výsledku země dosáhla také o rok později, kdy se na pátém místě umístila zpěvačka Sandrine François a píseň „Il faut du temps“ a následně obdržela cenu Marcela Bezençona v kategorii nejlepšího výběru daného ročníku podle tisku. Velký eurovizní boom zažil francouzský show business v roce 2008, kdy v soutěži uspěl zpěvák Sébastien Tellier. To mělo za následek účast interpretky Patricie Kaas v roce 2009 a její následnou slávu. V současnosti se jedná o jednu z nejvýznamnějších francouzsky mluvících hudebnic s více než 16 miliony prodaných desek. Nejvyššího skóre v historii francouzské účasti, 257 bodů, dosáhl v roce 2016 zpěvák Amir, to nicméně zapříčinila především změna pravidel a způsobu bodování.

### Absence na soutěži
Od první účasti v roce 1956 Francie nesoutěžila pouze dvakrát, a to v letech 1974 a 1982. V roce 1974 země soutěž vynechala kvůli úmrtí francouzského prezidenta Georgese Pompidou v týden konání soutěže. Jinak by Francii reprezentovala zpěvačka Dani s písní „La vie à vingt-cinq ans“.
V listopadu 1981 se šéf zábavního oddělení vysílatele TF1 řekl, že je znechucen nedostatkem talentu a fádními písněmi, a Eurovizi nazval blbostí. Televize France 2 tak organizaci soutěže v zemi převzala a posléze uspořádala veřejné národní kolo pro ročník 1983.

### Francie a „Velká pětka"
Tzv. „Velká pětka“ vznikla v roce 1999, tehdy označována jako „Velká čtyřka“, která byla složena ze čtyř států, které byly největšími finančními přispěvateli Evropské vysílací unie (EVU). Jednalo se právě o Francii, dále o Německo, Spojené království a Španělsko. V roce 2011 se do soutěže vrátila také Itálie a stala se členem nově vzniklé „Velké pětky“.

## Výsledky
| Rok                    | Interpret                           | Píseň                                       | Jazyk                              | Finále        | Finále        | Semifinále                  | Semifinále                  |
| Rok                    | Interpret                           | Píseň                                       | Jazyk                              | Pořadí        | Body          | Pořadí                      | Body                        |
| ---------------------- | ----------------------------------- | ------------------------------------------- | ---------------------------------- | ------------- | ------------- | --------------------------- | --------------------------- |
| 1956                   | Mathé Altéry                        | „Le Temps perdu“                            | francouzština                      | —             | —             | nekonalo se                 | nekonalo se                 |
| 1956                   | Dany Dauberson                      | „Il est là“                                 | francouzština                      | —             | —             | nekonalo se                 | nekonalo se                 |
| 1957                   | Paule Desjardins                    | „La Belle amour“                            | francouzština                      | 2.            | 17            | nekonalo se                 | nekonalo se                 |
| 1958                   | André Claveau                       | „Dors, mon amour“                           | francouzština                      | 1.            | 27            | nekonalo se                 | nekonalo se                 |
| 1959                   | Jean Philippe                       | „Oui, oui, oui, oui“                        | francouzština                      | 3.            | 15            | nekonalo se                 | nekonalo se                 |
| 1960                   | Jacqueline Boyer                    | „Tom Pillibi“                               | francouzština                      | 1.            | 32            | nekonalo se                 | nekonalo se                 |
| 1961                   | Jean-Paul Mauric                    | „Printemps, avril carillonne“               | francouzština                      | 4.            | 13            | nekonalo se                 | nekonalo se                 |
| 1962                   | Isabelle Aubret                     | „Un premier amour“                          | francouzština                      | 1.            | 26            | nekonalo se                 | nekonalo se                 |
| 1963                   | Alain Barrière                      | „Elle était si jolie“                       | francouzština                      | 5.            | 25            | nekonalo se                 | nekonalo se                 |
| 1964                   | Rachel                              | „Le Chant de Mallory“                       | francouzština                      | 4.            | 14            | nekonalo se                 | nekonalo se                 |
| 1965                   | Guy Mardel                          | „N'avoue jamais“                            | francouzština                      | 3.            | 22            | nekonalo se                 | nekonalo se                 |
| 1966                   | Dominique Walter                    | „Chez nous“                                 | francouzština                      | 16.           | 1             | nekonalo se                 | nekonalo se                 |
| 1967                   | Noëlle Cordier                      | „Il doit faire beau là-bas“                 | francouzština                      | 3.            | 20            | nekonalo se                 | nekonalo se                 |
| 1968                   | Isabelle Aubret                     | „La Source“                                 | francouzština                      | 3.            | 20            | nekonalo se                 | nekonalo se                 |
| 1969                   | Frida Boccara                       | „Un jour, un enfant“                        | francouzština                      | 1.            | 18            | nekonalo se                 | nekonalo se                 |
| 1970                   | Guy Bonnet                          | „Marie-Blanche“                             | francouzština                      | 4.            | 8             | nekonalo se                 | nekonalo se                 |
| 1971                   | Serge Lama                          | „Un jardin sur la terre“                    | francouzština                      | 10.           | 82            | nekonalo se                 | nekonalo se                 |
| 1972                   | Betty Mars                          | „Comé-comédie“                              | francouzština                      | 11.           | 81            | nekonalo se                 | nekonalo se                 |
| 1973                   | Martine Clémenceau                  | „Sans toi“                                  | francouzština                      | 15.           | 65            | nekonalo se                 | nekonalo se                 |
| 1974                   | Dani                                | „La Vie à vingt-cinq ans“                   | francouzština                      | odstoupení    | odstoupení    | odstoupení                  | odstoupení                  |
| 1975                   | Nicole Rieu                         | „Et bonjour à toi l'artiste“                | francouzština                      | 4.            | 91            | nekonalo se                 | nekonalo se                 |
| 1976                   | Catherine Ferry                     | „Un, deux, trois“                           | francouzština                      | 2.            | 147           | nekonalo se                 | nekonalo se                 |
| 1977                   | Marie Myriam                        | „L'Oiseau et l'Enfant“                      | francouzština                      | 1.            | 136           | nekonalo se                 | nekonalo se                 |
| 1978                   | Joël Prévost                        | „Il y aura toujours des violons“            | francouzština                      | 3.            | 119           | nekonalo se                 | nekonalo se                 |
| 1979                   | Anne-Marie David                    | „Je suis l'enfant soleil“                   | francouzština                      | 3.            | 106           | nekonalo se                 | nekonalo se                 |
| 1980                   | Profil                              | „Hé, hé M'sieurs dames“                     | francouzština                      | 11.           | 45            | nekonalo se                 | nekonalo se                 |
| 1981                   | Jean Gabilou                        | „Humanahum“                                 | francouzština                      | 3.            | 125           | nekonalo se                 | nekonalo se                 |
| bez účasti v roce 1982 |                                     |                                             |                                    |               |               | nekonalo se                 | nekonalo se                 |
| 1983                   | Guy Bonnet                          | „Vivre“                                     | francouzština                      | 8.            | 56            | nekonalo se                 | nekonalo se                 |
| 1984                   | Annick Thoumazeau                   | „Autant d'amoureux que d'étoiles“           | francouzština                      | 8.            | 61            | nekonalo se                 | nekonalo se                 |
| 1985                   | Roger Bens                          | „Femme dans ses rêves aussi“                | francouzština                      | 10.           | 56            | nekonalo se                 | nekonalo se                 |
| 1986                   | Cocktail Chic                       | „Européennes“                               | francouzština                      | 17.           | 13            | nekonalo se                 | nekonalo se                 |
| 1987                   | Christine Minier                    | „Les Mots d'amour n'ont pas de dimanche“    | francouzština                      | 14.           | 44            | nekonalo se                 | nekonalo se                 |
| 1988                   | Gérard Lenorman                     | „Chanteur de charme“                        | francouzština                      | 10.           | 64            | nekonalo se                 | nekonalo se                 |
| 1989                   | Nathalie Pâque                      | „J'ai volé la vie“                          | francouzština                      | 8.            | 60            | nekonalo se                 | nekonalo se                 |
| 1990                   | Joëlle Ursull                       | „White and Black Blues“                     | francouzština                      | 2.            | 132           | nekonalo se                 | nekonalo se                 |
| 1991                   | Amina                               | „C'est le dernier qui a parlé qui a raison“ | francouzština                      | 2.            | 146           | nekonalo se                 | nekonalo se                 |
| 1992                   | Kali                                | „Monté la riviè“                            | francouzština, antilská kreolština | 8.            | 73            | nekonalo se                 | nekonalo se                 |
| 1993                   | Patrick Fiori                       | „Mama Corsica“                              | francouzština, korsičtina          | 4.            | 121           | Kvalifikacija za Millstreet | Kvalifikacija za Millstreet |
| 1994                   | Nina Morato                         | „Je suis un vrai garçon“                    | francouzština                      | 7.            | 74            | nekonalo se                 | nekonalo se                 |
| 1995                   | Nathalie Santamaria                 | „Il me donne rendez-vous“                   | francouzština                      | 4.            | 94            | nekonalo se                 | nekonalo se                 |
| 1996                   | Dan Ar Braz a l'Héritage des Celtes | „Diwanit Bugale“                            | bretonština                        | 19.           | 18            | 11.                         | 55                          |
| 1997                   | Fanny                               | „Sentiments songes“                         | francouzština                      | 7.            | 95            | nekonalo se                 | nekonalo se                 |
| 1998                   | Marie Line                          | „Où aller“                                  | francouzština                      | 24.           | 3             | nekonalo se                 | nekonalo se                 |
| 1999                   | Nayah                               | „Je veux donner ma voix“                    | francouzština                      | 19.           | 14            | nekonalo se                 | nekonalo se                 |
| 2000                   | Sofia Mestari                       | „On aura le ciel“                           | francouzština                      | 23.           | 5             | nekonalo se                 | nekonalo se                 |
| 2001                   | Natasha St-Pier                     | „Je n'ai que mon âme“                       | francouzština, angličtina          | 4.            | 142           | nekonalo se                 | nekonalo se                 |
| 2002                   | Sandrine François                   | „Il faut du temps“                          | francouzština                      | 5.            | 104           | nekonalo se                 | nekonalo se                 |
| 2003                   | Louisa Baïleche                     | „Monts et merveilles“                       | francouzština                      | 18.           | 19            | nekonalo se                 | nekonalo se                 |
| 2004                   | Jonatan Cerrada                     | „À chaque pas“                              | francouzština, španělština         | 15.           | 40            | člen Velké čtyřky           | člen Velké čtyřky           |
| 2005                   | Ortal                               | „Chacun pense à soi“                        | francouzština                      | 23.           | 11            | člen Velké čtyřky           | člen Velké čtyřky           |
| 2006                   | Virginie Pouchain                   | „Il était temps“                            | francouzština                      | 22.           | 5             | člen Velké čtyřky           | člen Velké čtyřky           |
| 2007                   | Les Fatals Picards                  | „L'Amour à la française“                    | francouzština, angličtina          | 22.           | 19            | člen Velké čtyřky           | člen Velké čtyřky           |
| 2008                   | Sébastien Tellier                   | „Divine“                                    | angličtina                         | 19.           | 47            | člen Velké čtyřky           | člen Velké čtyřky           |
| 2009                   | Patricia Kaas                       | „Et s'il fallait le faire“                  | francouzština                      | 8.            | 107           | člen Velké čtyřky           | člen Velké čtyřky           |
| 2010                   | Jessy Matador                       | „Allez Ola Olé“                             | francouzština                      | 12.           | 82            | člen Velké čtyřky           | člen Velké čtyřky           |
| 2011                   | Amaury Vassili                      | „Sognu“                                     | korsičtina                         | 15.           | 82            | člen Velké pětky            | člen Velké pětky            |
| 2012                   | Anggun                              | „Echo (You and I)“                          | francouzština, angličtina          | 22.           | 21            | člen Velké pětky            | člen Velké pětky            |
| 2013                   | Amandine Bourgeois                  | „L'Enfer et moi“                            | francouzština                      | 23.           | 14            | člen Velké pětky            | člen Velké pětky            |
| 2014                   | Twin Twin                           | „Moustache“                                 | francouzština                      | 26.           | 2             | člen Velké pětky            | člen Velké pětky            |
| 2015                   | Lisa Angell                         | „N'oubliez pas“                             | francouzština                      | 25.           | 4             | člen Velké pětky            | člen Velké pětky            |
| 2016                   | Amir                                | „J'ai cherché“                              | francouzština, angličtina          | 6.            | 257           | člen Velké pětky            | člen Velké pětky            |
| 2017                   | Alma                                | „Requiem“                                   | francouzština, angličtina          | 12.           | 135           | člen Velké pětky            | člen Velké pětky            |
| 2018                   | Madame Monsieur                     | „Mercy“                                     | francouzština                      | 13.           | 173           | člen Velké pětky            | člen Velké pětky            |
| 2019                   | Bilal Hassani                       | „Roi“                                       | francouzština, angličtina          | 16.           | 105           | člen Velké pětky            | člen Velké pětky            |
| 2020                   | Tom Leeb                            | „Mon alliée (The Best in Me)“               | francouzština, angličtina          | ročník zrušen | ročník zrušen | ročník zrušen               | ročník zrušen               |
| 2021                   | Barbara Pravi                       | „Voilà“                                     | francouzština                      | 2.            | 499           | člen Velké pětky            | člen Velké pětky            |
| 2022                   | Alvan a Ahez                        | „Fulenn“                                    | bretonština                        | 24.           | 17            | člen Velké pětky            | člen Velké pětky            |
| 2023                   | La Zarra                            | „Évidemment“                                | francouzština                      | 16.           | 104           | člen Velké pětky            | člen Velké pětky            |
| 2024                   | Slimane                             | „Mon amour“                                 | francouzština                      | 4.            | 445           | člen Velké pětky            | člen Velké pětky            |
| 2025                   | Louane                              | „Maman"“                                    | francouzština                      | 7.            | 230           | člen Velké pětky            | člen Velké pětky            |

| Legenda | Legenda                              |
| ------- | ------------------------------------ |
| 1       | 1. místo                             |
| 2       | 2. místo                             |
| 3       | 3. místo                             |
| ◁       | poslední místo                       |
| X       | interpret vybrán, ale nezúčastnil se |

## Jiná ocenění

### Cena Marcela Bezençona
Jedná se o cenu, o níž soutěží účastníci každého ročníku. Je rozdělena do několika kategorií a je udělována od roku 2002. Je pojmenována podle Švýcara Marcela Bezençona, který v roce 1955 poprvé přišel s myšlenkou soutěže Eurovision Song Contest.

#### Cena tisku
V této kategorii vítězí nejlepší píseň podle výsledků hlasování akreditovaných médií a tisku přítomných na soutěži.
| Rok  | Píseň              | Interpret         | Umístění | Body | Město   |
| ---- | ------------------ | ----------------- | -------- | ---- | ------- |
| 2002 | „Il faut du temps" | Sandrine François | 5        | 104  | Tallinn |
| 2018 | „Mercy"            | Madame Monsieur   | 13       | 173  | Lisabon |

#### Umělecká cena
Vítězem se v této kategorii stává nejlepší interpret podle výsledků hlasování komentátorů soutěže. Do roku 2009 v této kategorii hlasovali bývalí vítězové soutěže.
| Rok  | Interpret     | Píseň                      | Umístění | Body | Město  |
| ---- | ------------- | -------------------------- | -------- | ---- | ------ |
| 2009 | Patricia Kaas | „Et s’il fallait le faire" | 8        | 107  | Moskva |

#### Skladatelská cena
V této kategorii hlasují účastnící se skladatelé pro nejlepší a nejoriginálnější skladbu.
| Rok  | Píseň   | Skladatelé                                                           | Interpret      | Umístění | Body | Město      |
| ---- | ------- | -------------------------------------------------------------------- | -------------- | -------- | ---- | ---------- |
| 2011 | „Sognu" | Daniel Moyne, Quentin Bachelet, Jean-Pierre Marcellesi, Julie Miller | Amaury Vassili | 15       | 82   | Düsseldorf |

### OGAE
Jedná se o anketu členů oficiálního fanouškovského klubu, který má celkem 45 odnoží ve 43 státech Evropy.
| Rok  | Píseň          | Interpret | Umístění | Body | Město     |
| ---- | -------------- | --------- | -------- | ---- | --------- |
| 2016 | „J’ai cherché" | Amir      | 6        | 257  | Stockholm |

## Galerie

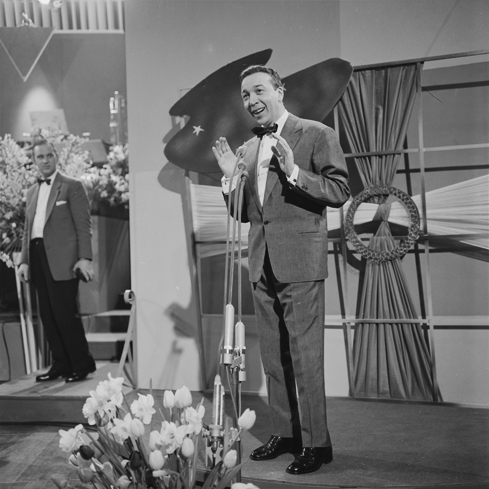
André Claveau v Hilversumu (1958)
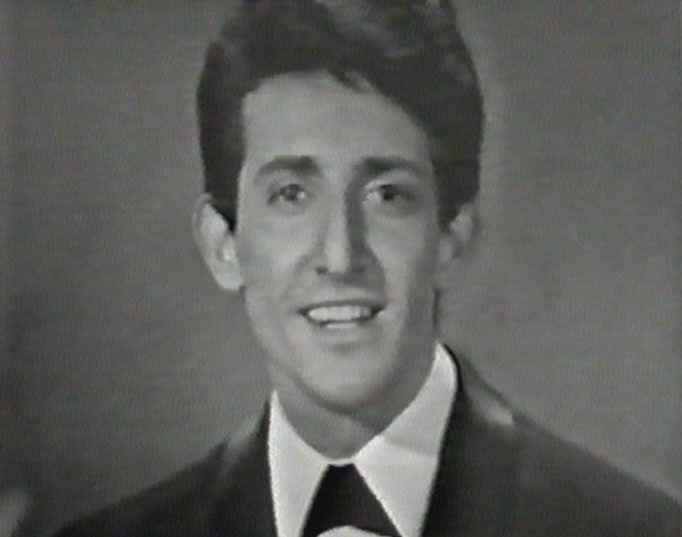
Guy Mardel v Neapoli (1965)
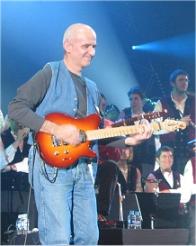
Dan Ar Braz v Oslu (1996)
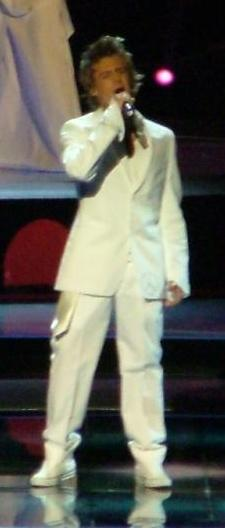
Jonatan Cerrada v Istanbulu (2004)
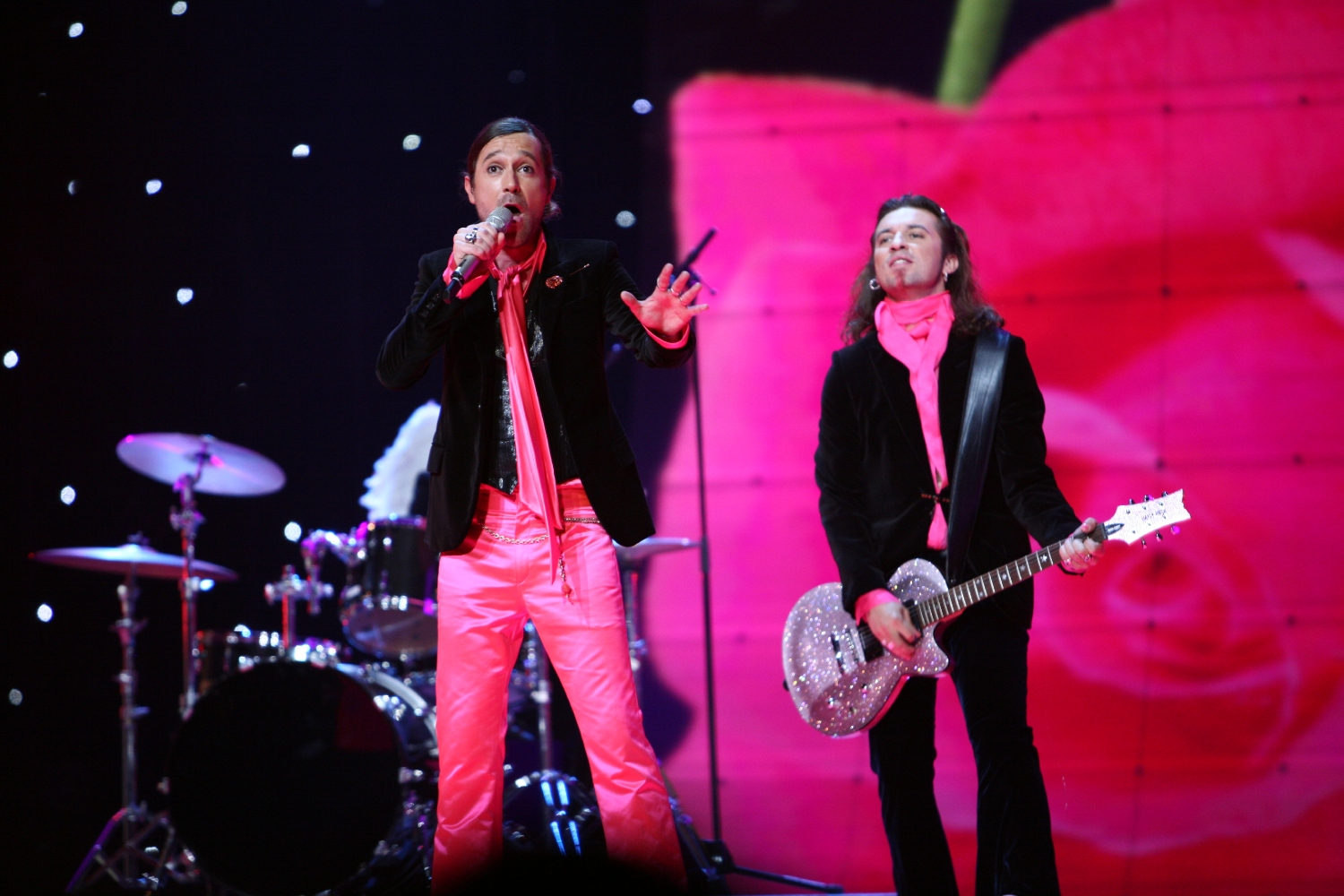
Les Fatals Picards v Helsinkách (2007)
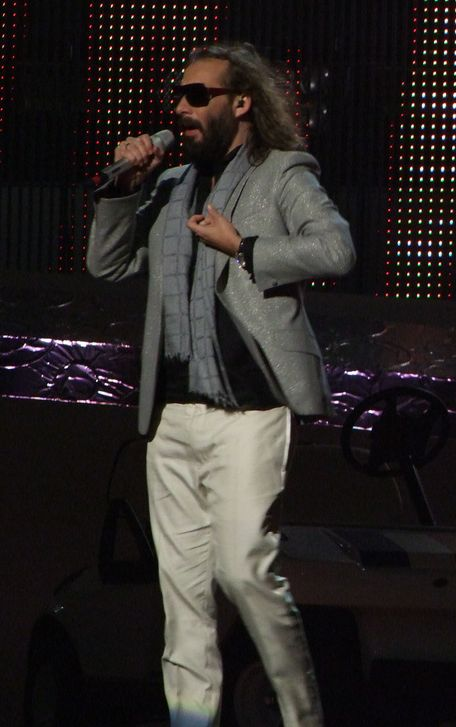
Sébastien Tellier v Bělehradu (2008)
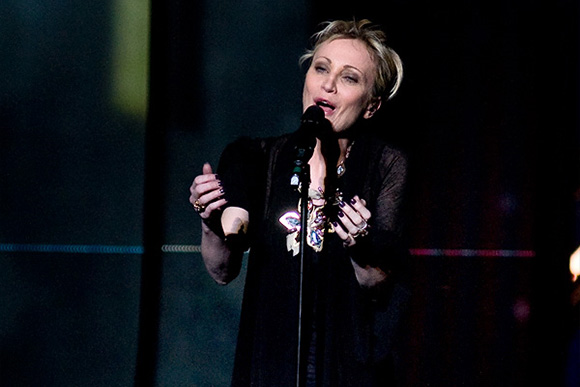
Patricia Kaas v Moskvě (2009)
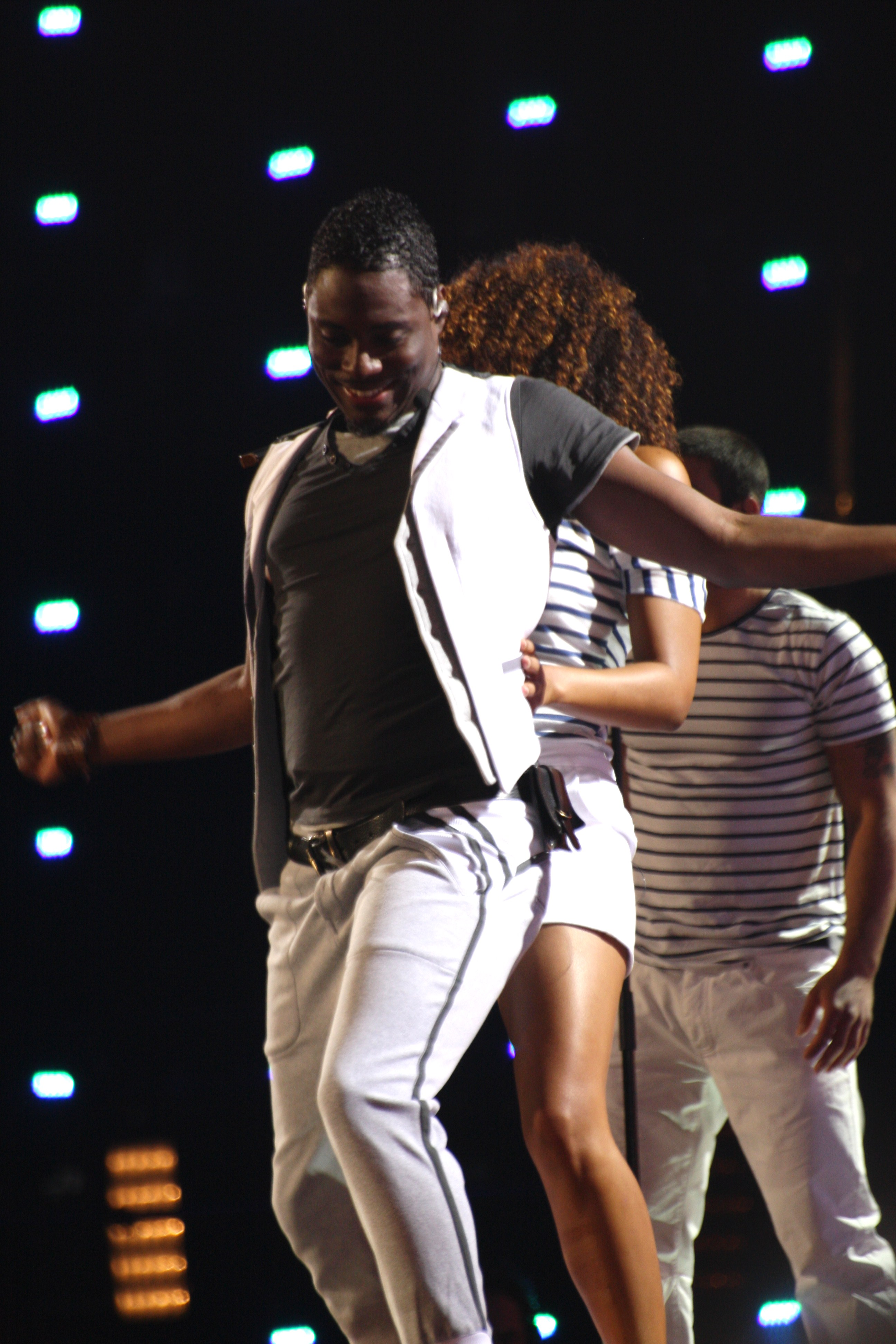
Jessy Matador v Oslu (2010)
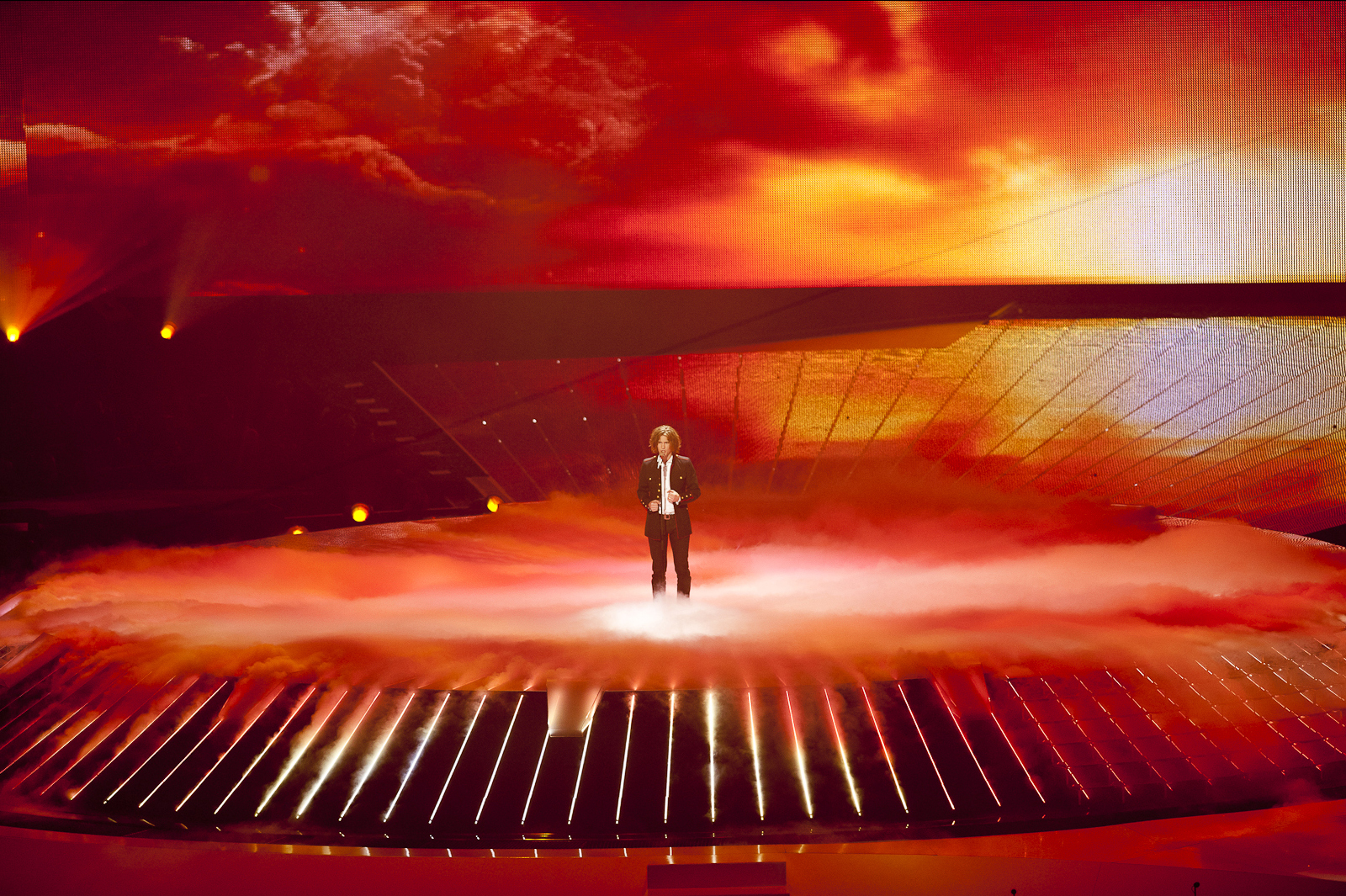
Amaury Vassili v Düsseldorfu (2011)
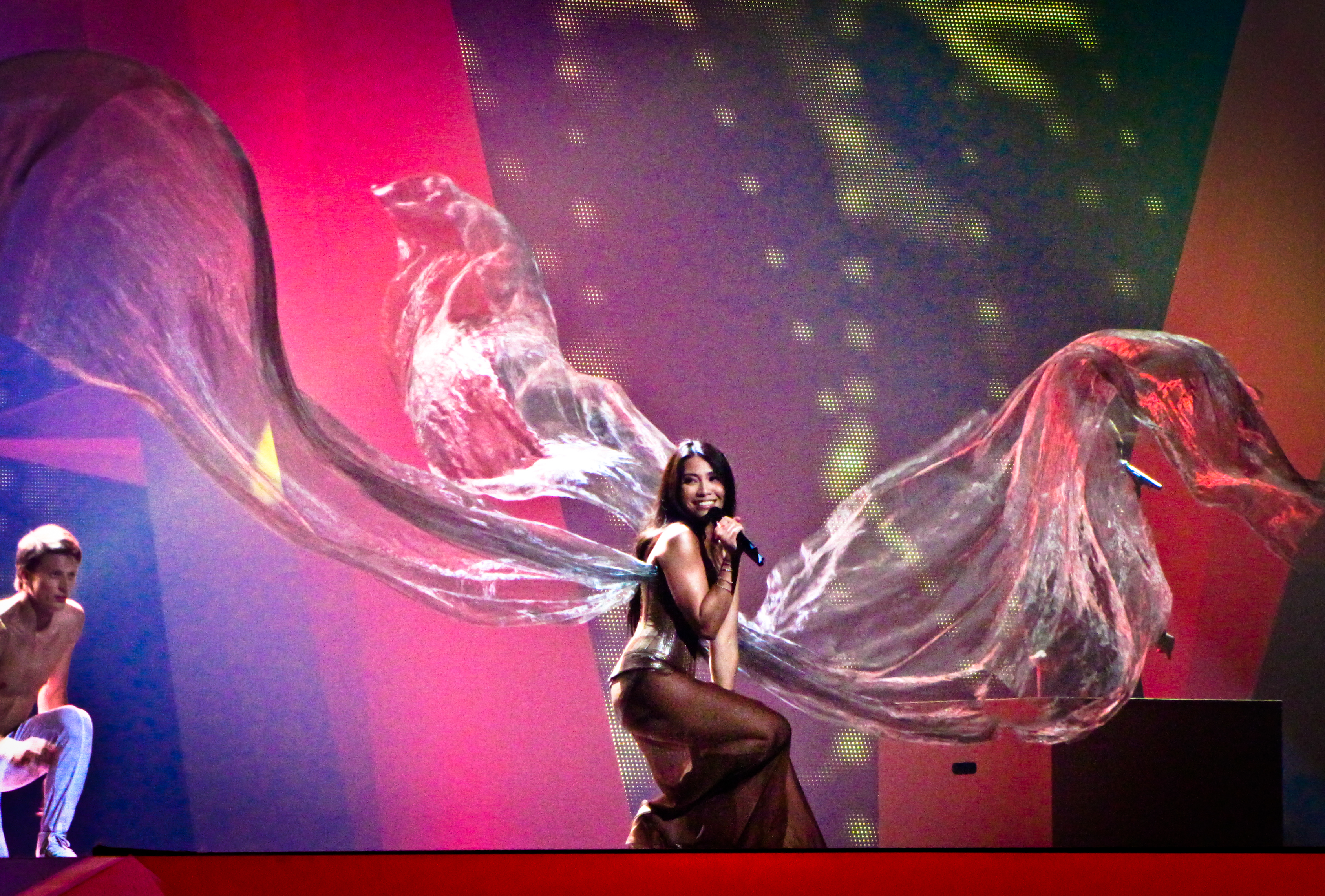
Anggun v Baku (2012)
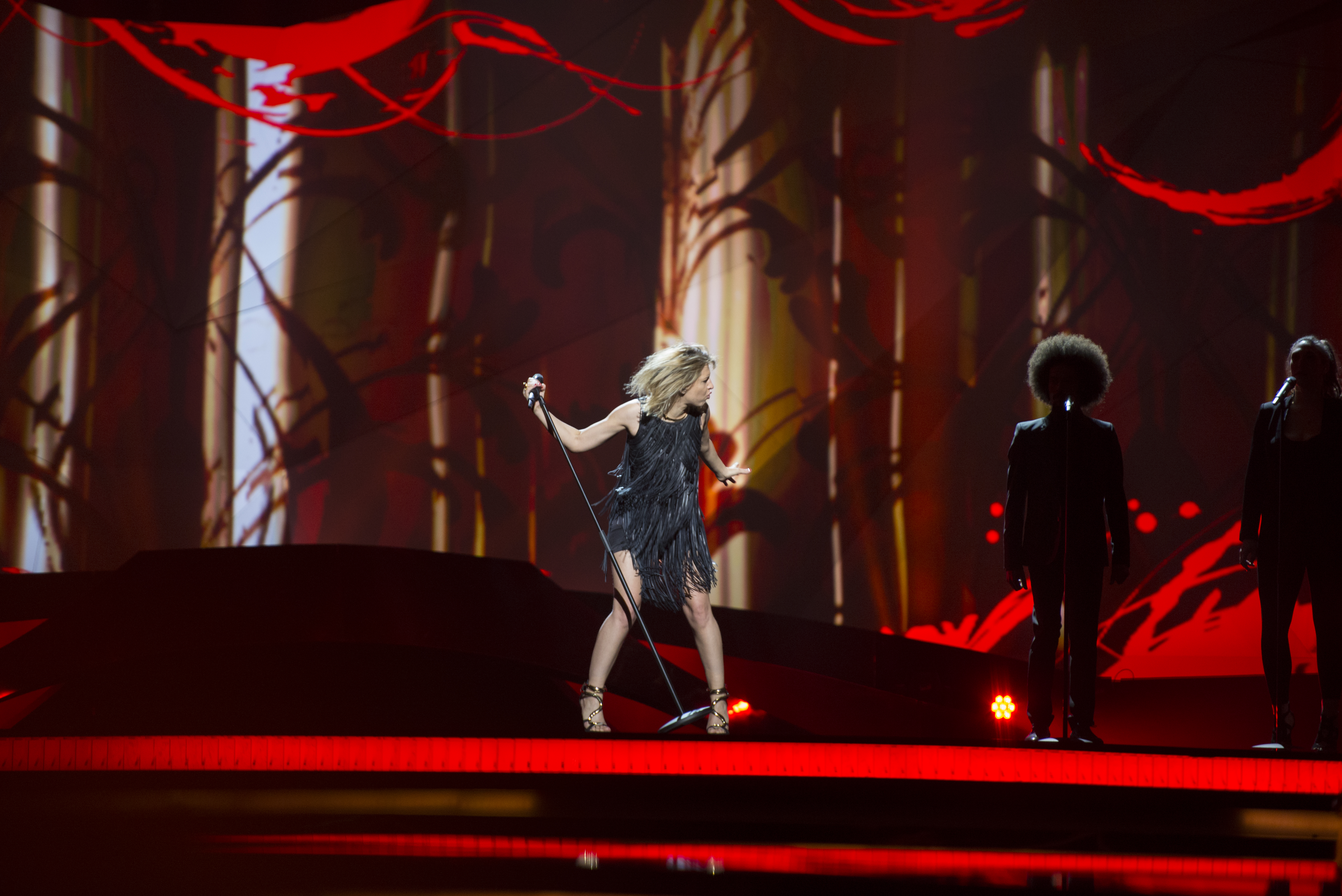
Amandine Bourgeois v Malmö (2013)
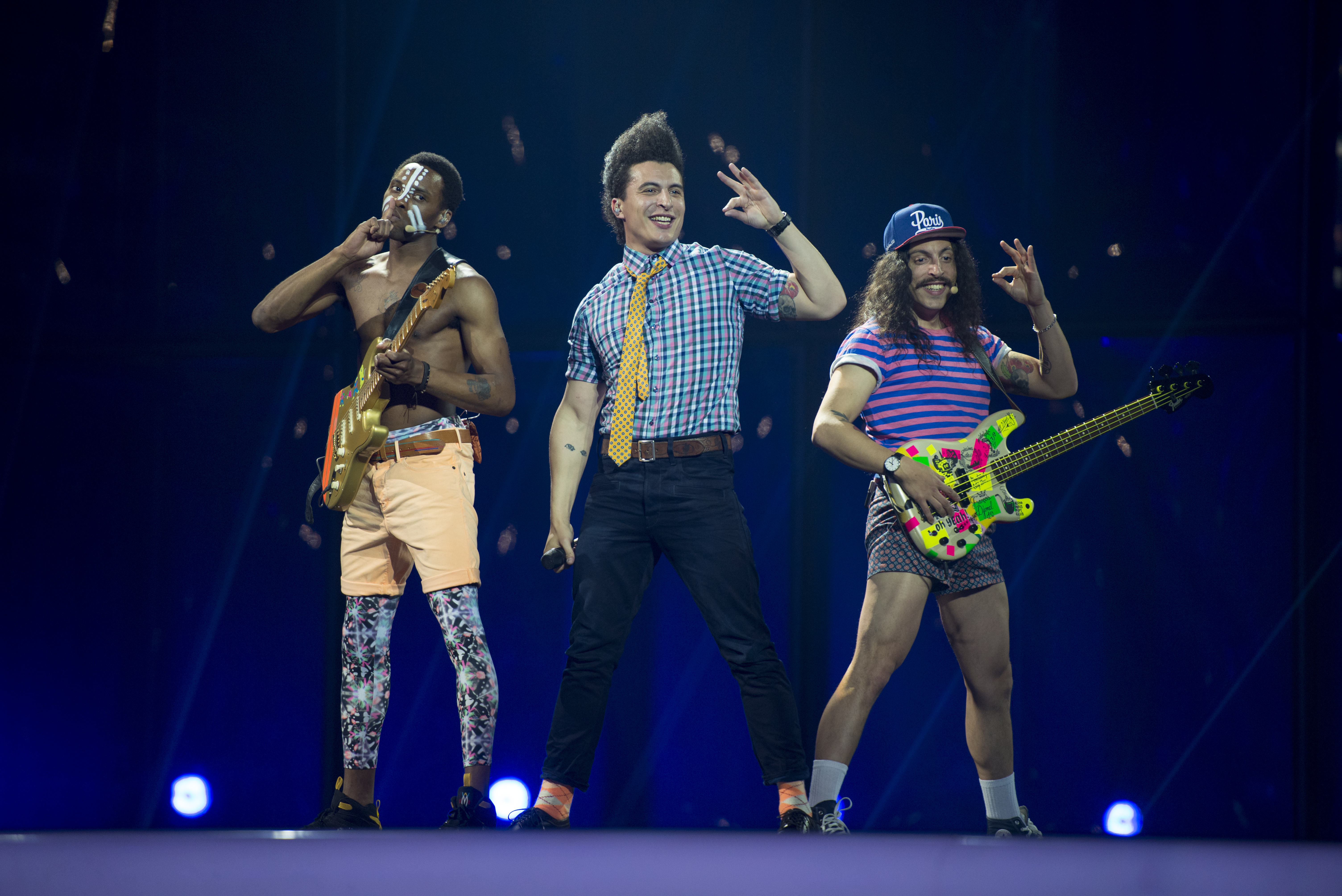
Twin Twin v Kodani (2014)
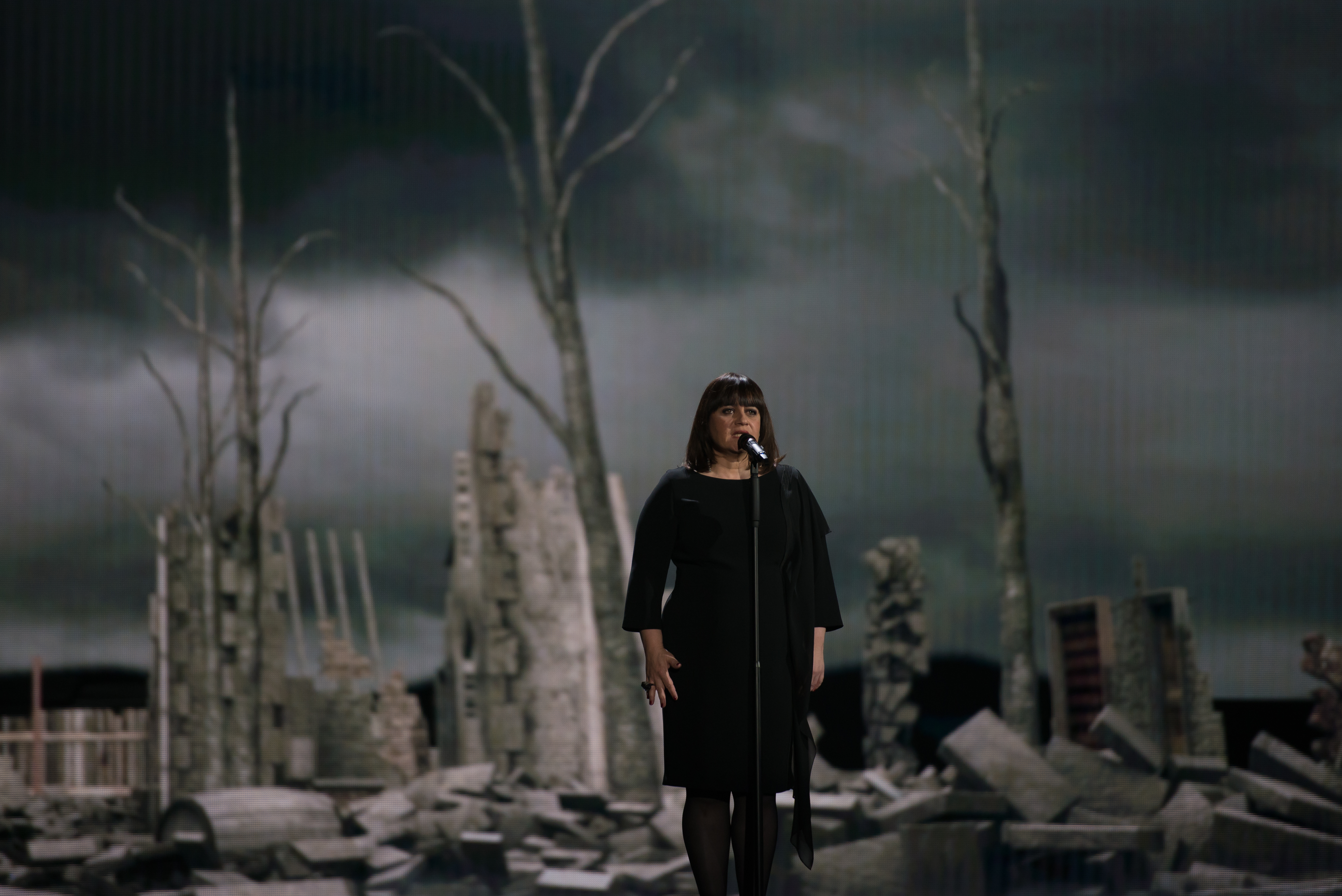
Lisa Angell ve Vídni (2015)
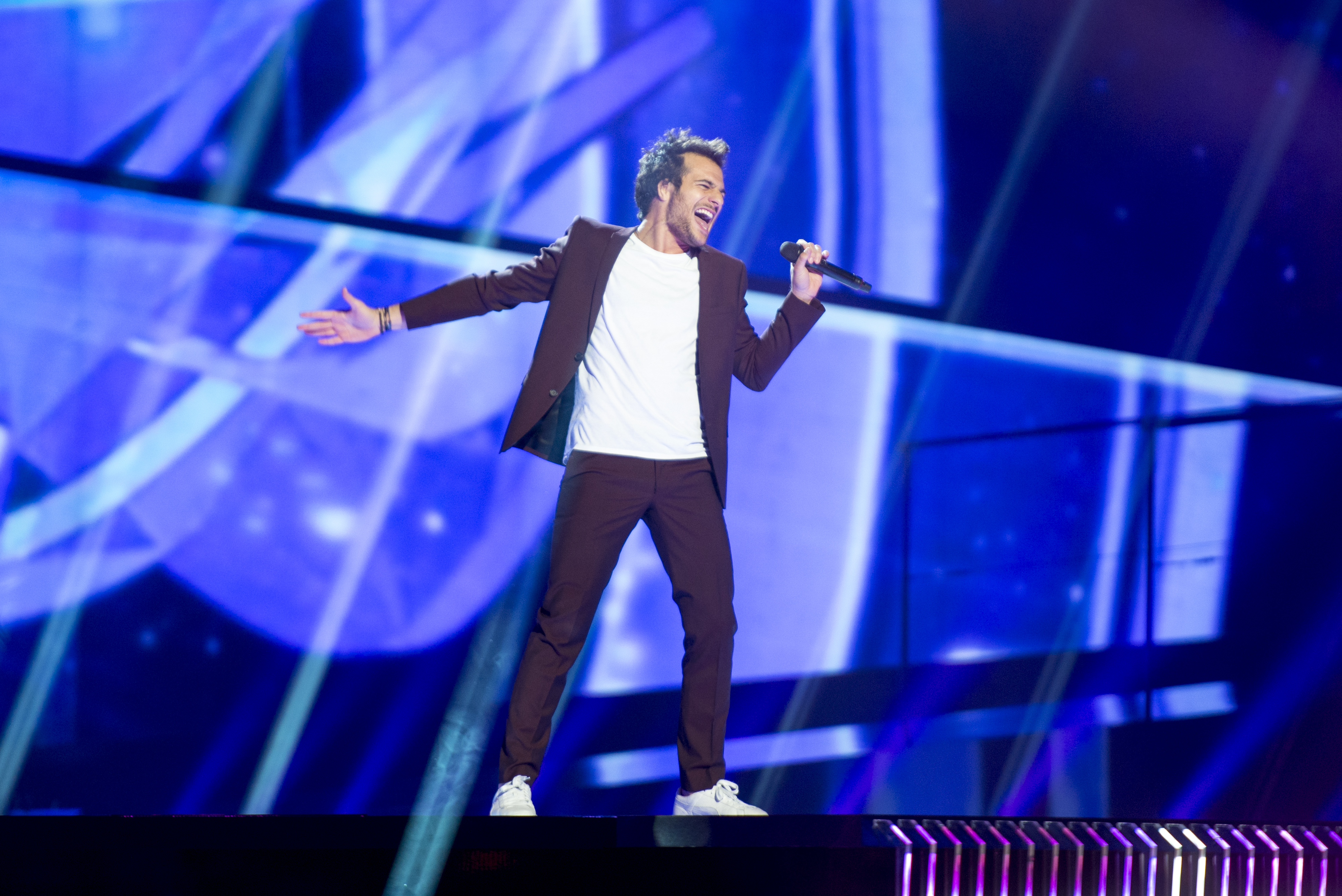
Amir ve Stockholmu (2016)
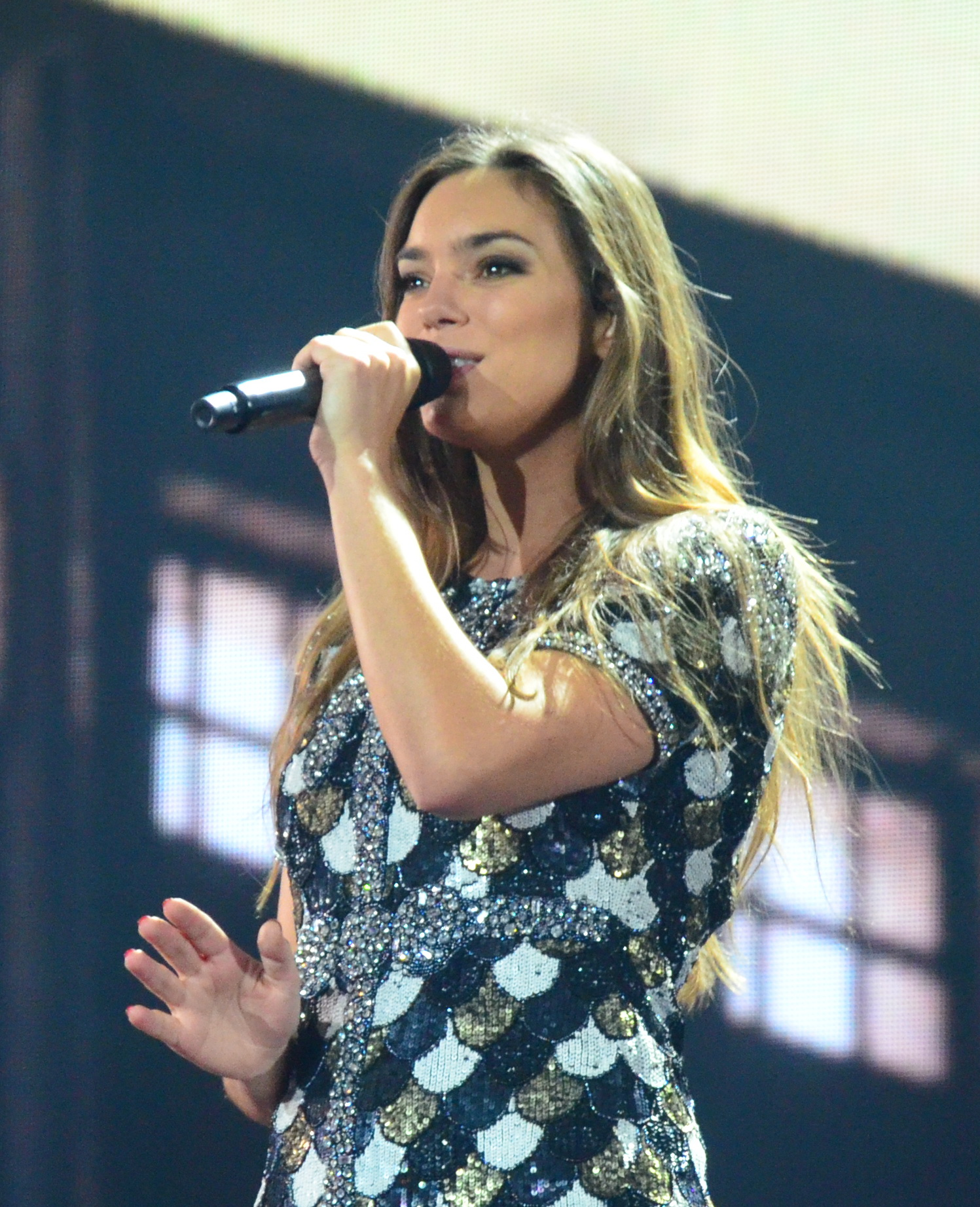
Alma v Kyjevě (2017)
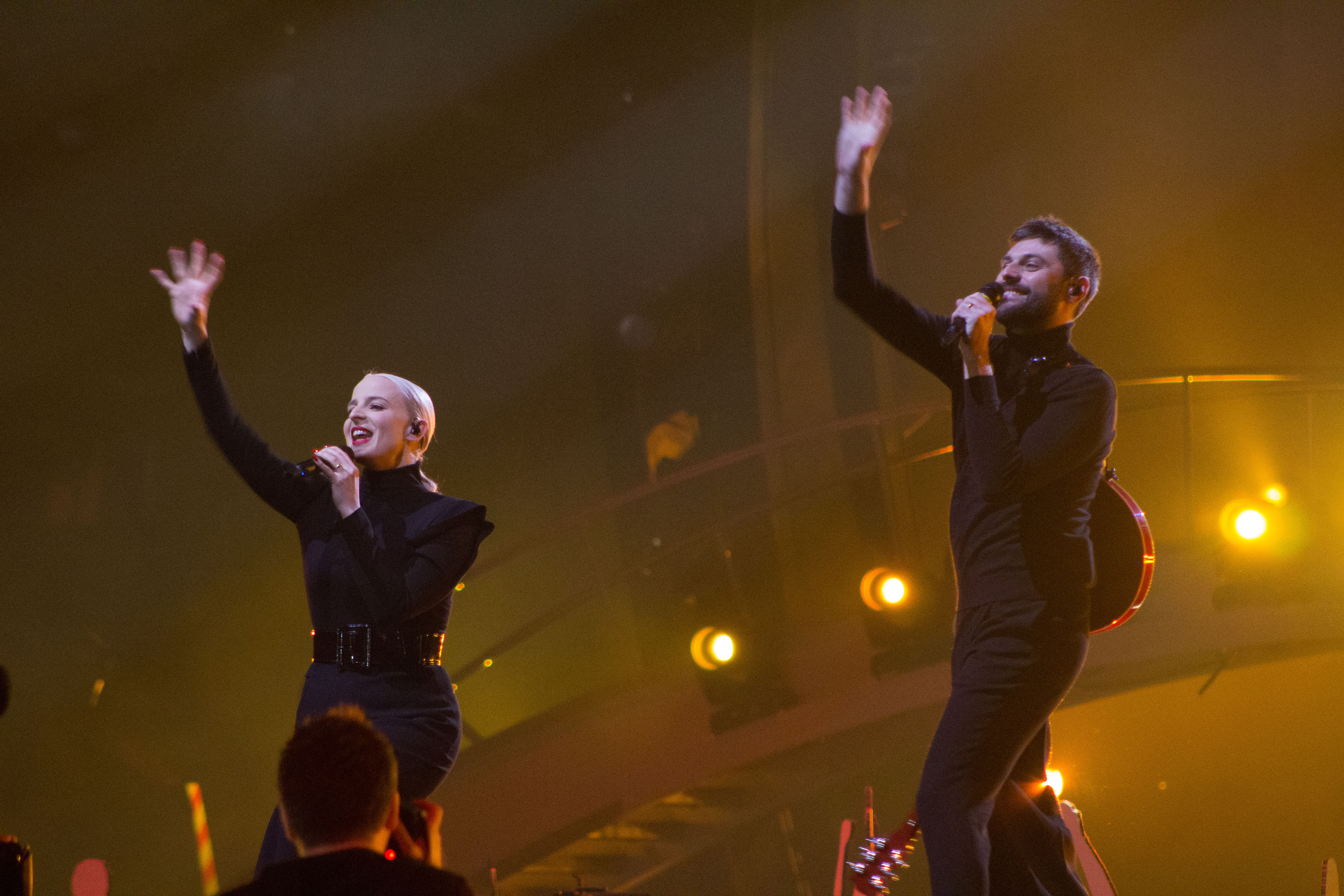
Madame Monsieur v Lisabonu (2018)
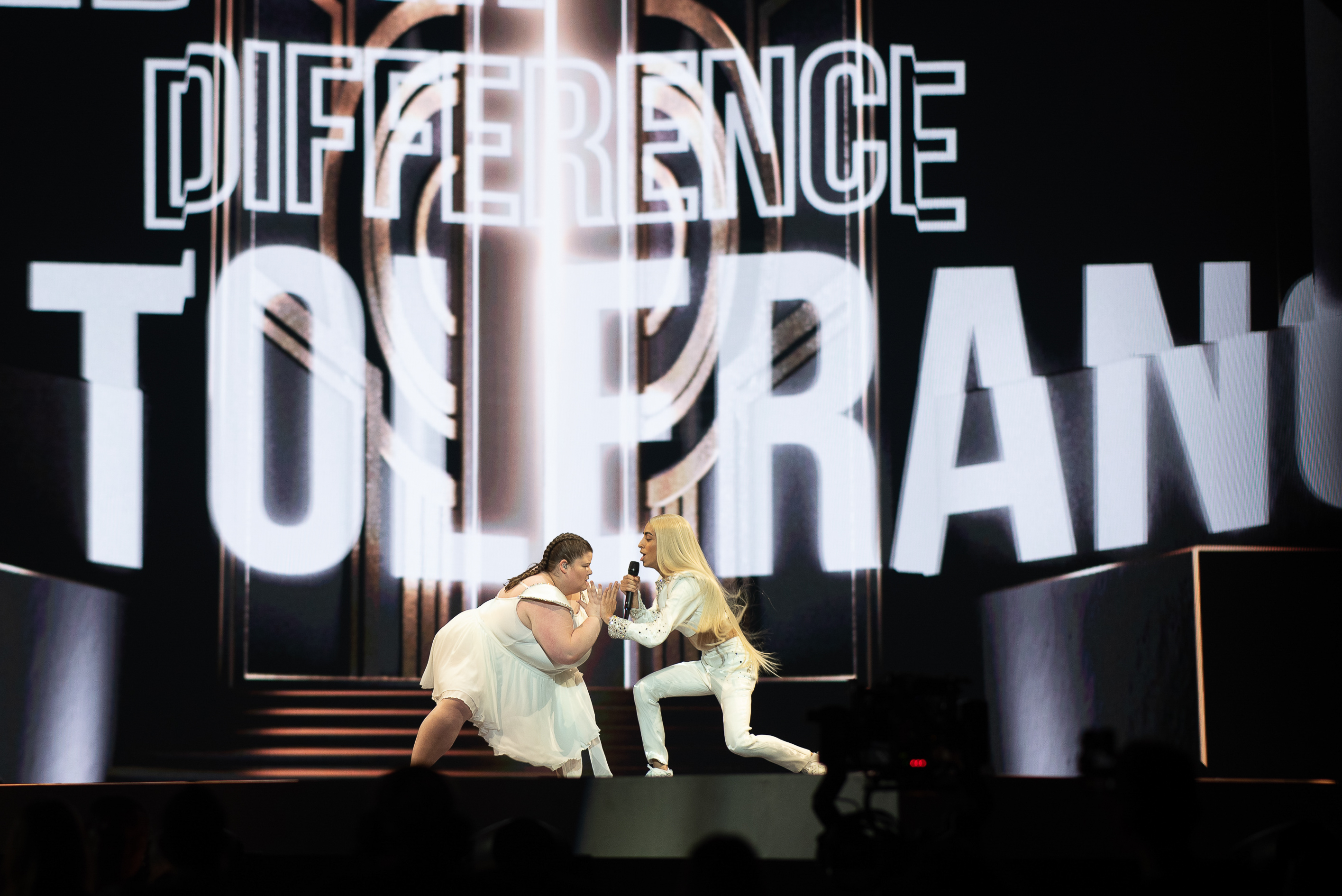
Bilal Hassani v Tel Avivu (2019)
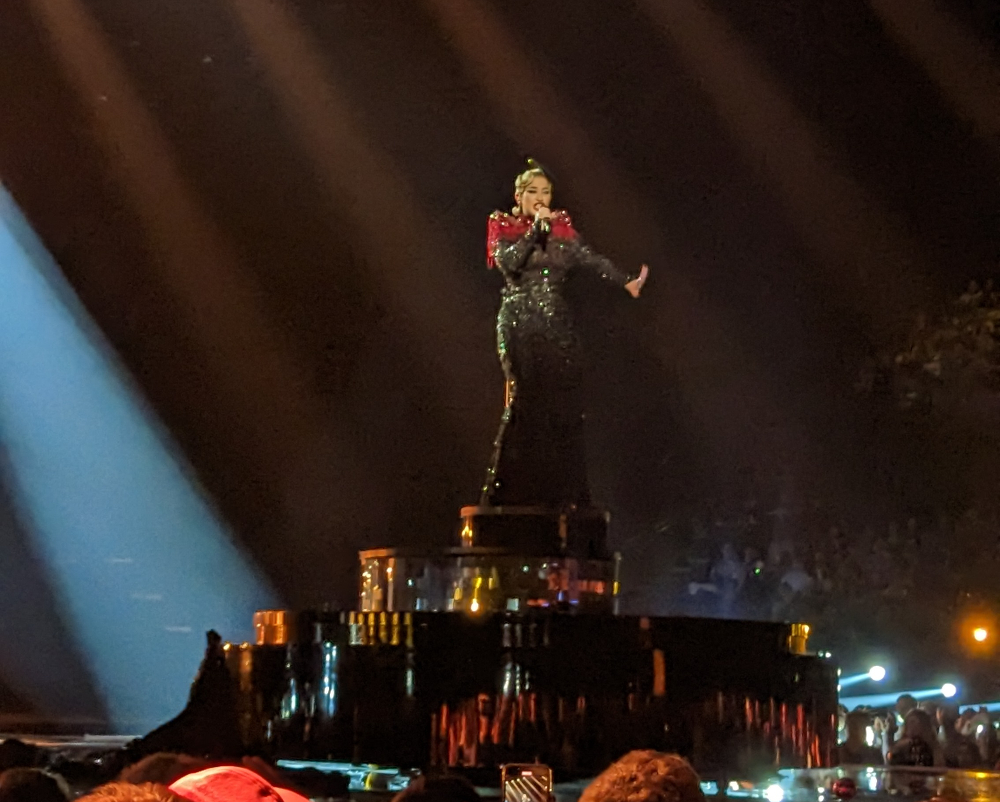
La Zarra v Liverpoolu (2023)
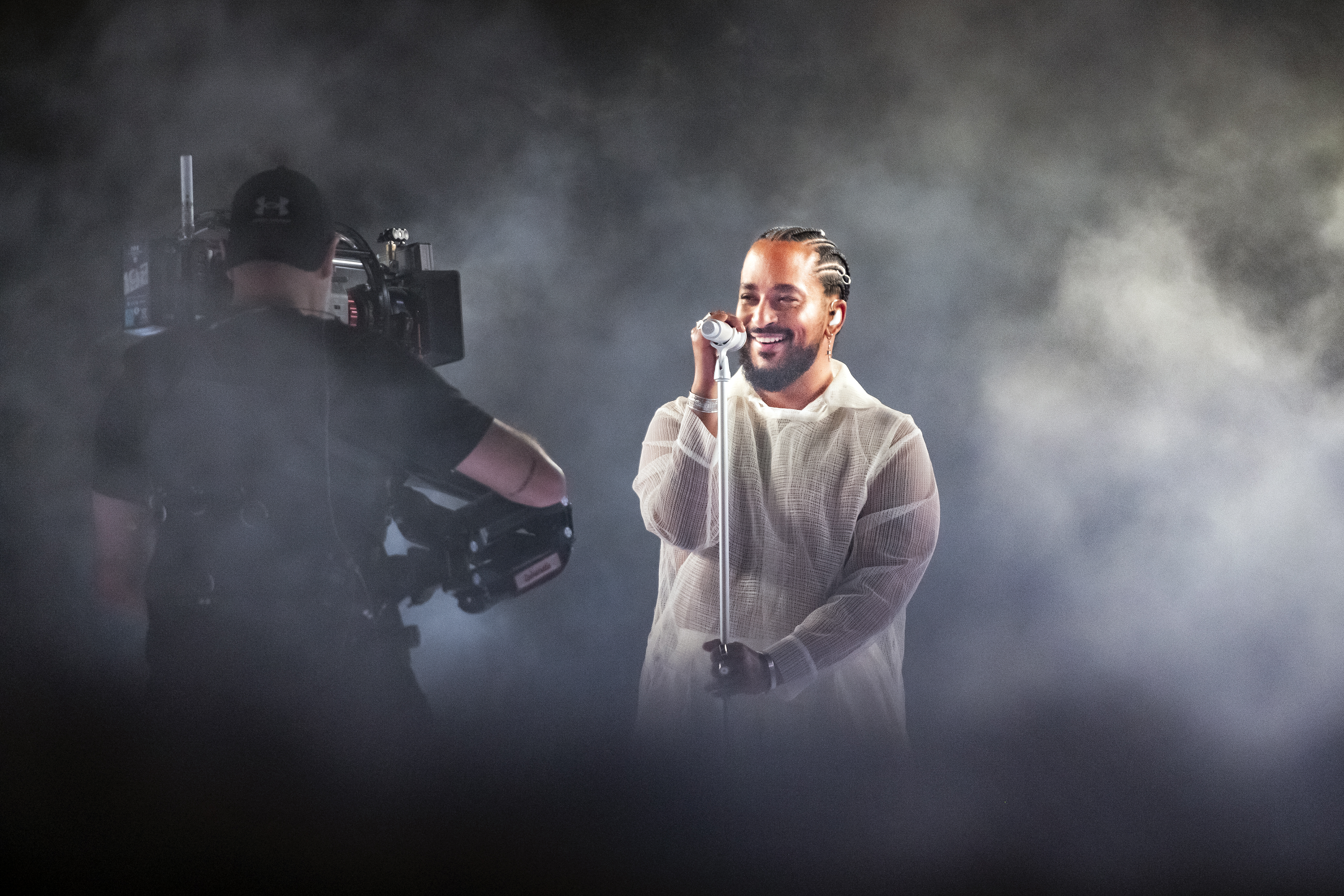
Slimane v Malmö (2024)
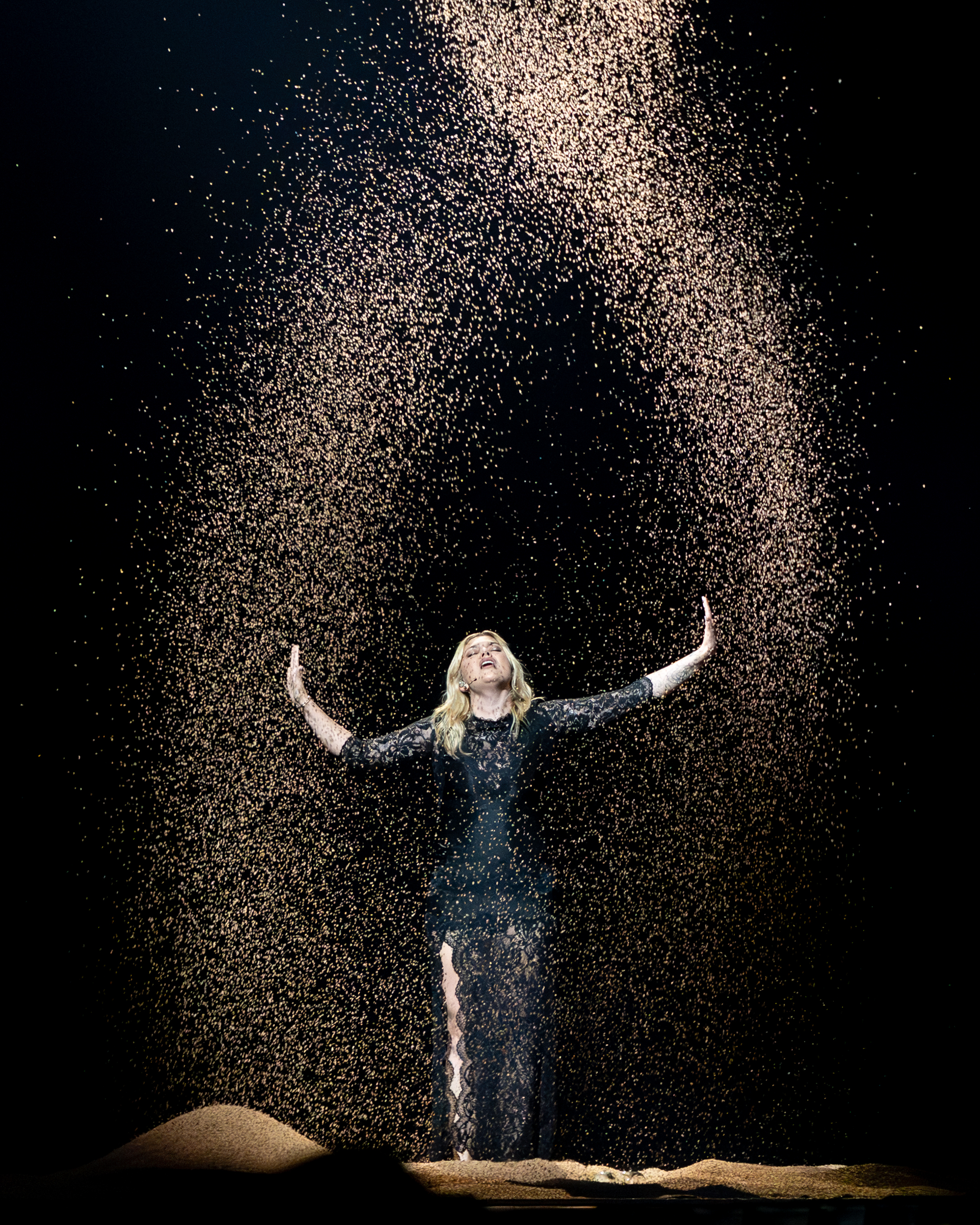
Louane v Basileji (2025)